# Colonia Tezontla
Colonia Tezontla är en ort i Mexiko, tillhörande kommunen Tecámac i delstaten Mexiko. Colonia Tezontla ligger i den centrala delen av landet och tillhör Mexico Citys storstadsområde. Orten hade 511 invånare vid folkmätningen 2010.